# Cavid Çələbiyev
Cavid Çələbiyev (17 maggio 1992) è un pugile azero.

## Palmarès

### Mondiali dilettanti
- 1 medaglia:
  - 1 oro (Almaty 2013 nei -56 kg)

### Giochi della solidarietà islamica
- 1 medaglia:
  - 1 oro (Baku 2017 nei -60 kg)